# Silvio Messaglia
Silvio Messaglia (falecido em 1544) foi um prelado católico romano que serviu como bispo de Avellino e Frigento (1520–1544).

## Biografia
Silvio Messaglia foi ordenado sacerdote na Ordem de Cister. No dia 28 de março de 1520, foi nomeado durante o papado de Leão X como Bispo de Avellino e Frigento, onde serviu como bispo até à sua morte em 1544.